# Patrick Mahomes
Patrick Lavon Mahomes II (Tyler, 17 september 1995) is een Amerikaans Americanfootballspeler voor de Kansas City Chiefs (NFL). Hij is de zoon van voormalig honkballer Pat Mahomes en speelt als quarterback. Mahomes won in 2020, 2023 en 2024 de Super Bowl met de Chiefs. Hij werd daarbij telkens verkozen tot MVP, de beste speler van de finale. Hij nam zes keer deel aan de Pro Bowl.
Tijdens de NFL Draft van 2017 werd hij als 10e overall geselecteerd door de Kansas City Chiefs. Mahomes bracht zijn rookieseizoen door als back-up van Alex Smith. In 2018 werd hij basisspeler nadat Smith was vertrokken naar de Washington Redskins. Dat seizoen gooide Mahomes 5.097 yards, 50 touchdowns en maakte hij 12 onderscheppingen. Hij werd de enige quarterback in de geschiedenis die meer dan 5.000 yards gooide in één seizoen, zowel op de universiteit als in de NFL.

## Professionele carrière

### Seizoen 2019
Tijdens de play-offs van het seizoen 2019 leidde Mahomes de Chiefs naar Super Bowl LIV, hun eerste Super Bowl-optreden in 50 jaar, waarin ze de San Francisco 49ers met 31-20 versloegen. Mahomes werd verkozen tot Super Bowl MVP. Hij was pas de tweede Afro-Amerikaanse quarterback die deze eer ten deel viel.

### Seizoen 2020
In 2020 tekende Mahomes een contractverlenging van 10 jaar ter waarde van ruim 450 miljoen dollar, dat inclusief bonussen kan oplopen tot 503 miljoen dollar. Op het moment van tekenen was dit het grootste contract in de sport. Hij haalde met de Chiefs opnieuw de Super Bowl, maar verloor van de Tampa Bay Buccaneers met 9-31, het eerste verlies met dubbele cijfers in zijn NFL-carrière.

### Seizoen 2021
In 2021 kreeg hij de Laureus Award voor de grootste doorbraak. In het seizoen 2021 wist Mahomes met de Chiefs opnieuw de AFC Championship Game te bereiken, waarin werd verloren van de Cincinnati Bengals.

### Seizoen 2022
In de AFC Championship Game wist Mahomes nu wél te winnen van de Bengals, waarmee de Chiefs voor de derde keer in vier seizoenen de Super Bowl wisten te bereiken. In Super Bowl LVII wisten de Chiefs vervolgens de Philadelphia Eagles met 38-35 te verslaan.

### Seizoen 2023
Op 18 september 2023 werd het contract Mahomes geherstructureerd, waardoor hij in de seizoenen 2023-2026 $210.6 miljoen zal verdienen. Dit was het hoogste bedrag voor een contract van vier seizoenen ooit in de NFL. In 2023 leidde Mahomes de Chiefs naar hun zesde opeenvolgende AFC Championship Game. Door winst op de Baltimore Ravens leidde Mahomes de Chiefs naar hun vierde Super Bowl in vijf seizoenen. In Super Bowl LVIII versloeg Mahomes met de Chiefs de San Francisco 49ers, waardoor hij voor de derde keer de Super Bowl won. Hij werd voor de derde keer in zijn carrière verkozen tot Super Bowl MVP. Hij is de derde speler in de geschiedenis van de NFL die drie keer tot Super Bowl MVP werd verkozen.